# 국방안보협력국
미국 국방안보협력국(美國國防安保協力局, Defense Security Cooperation Agency, DSCA)은 미국 국방부의 무기수출 관련 기관이다.

## 역사
1971년에 설립되었다. Defense Security Assistance Agency 였는데, 1998년 10월 1일 Defense Security Cooperation Agency으로 개명했다.
그간 FMS는 무기 판매국인 미국이 일방적으로 주도하는 측면이 있었다는 점에서 도입국의 불만을 샀다.

## FMS
Foreign military sales (FMS)는 DSCA의 핵심 사업이다. 매년 300억불에서 400억불의 무기를 수출한다. FMS 계약은 미국과 무기 수입국 정부끼리 계약으로 사업 예산을 먼저 확정하고, 수입국은 무기를 모두 인도받은 뒤 미국과의 비용 정산을 거쳐 실제 도입가격을 지불하는 방식이다.